# Barbus serra
Barbus serra е вид лъчеперка от семейство Шаранови (Cyprinidae). Видът е застрашен от изчезване.

## Разпространение и местообитание
Разпространен е в Южна Африка (Западен Кейп).
Обитава сладководни басейни, реки и потоци.

## Описание
На дължина достигат до 50 cm, а теглото им е максимум 7000 g.
Популацията на вида е намаляваща.